# 吉诺·帕斯夸洛托
吉诺·帕斯夸洛托（義大利語：Gino Pasqualotto，1955年11月10日—2019年6月20日），意大利冰球运动员。他曾代表意大利国家队参加1984年冬季奥运会男子冰球比赛，最终队伍排名小组第五，无缘晋级下一轮。